# Jerzy Parysek
Jerzy Jan Parysek (ur. 14 listopada 1941 w Krotoszynie) – polski naukowiec, profesor zwyczajny, specjalista w zakresie geografii społeczno-ekonomicznej i gospodarki przestrzennej.

## Życiorys
W 1959 zdał maturę w Liceum Ogólnokształcącym im. Hugo Kołłątaja w Krotoszynie. Studia z zakresu geografii ukończył w 1964 roku, następnie rozpoczął pracę z Przedsiębiorstwie Zaopatrzenia Rolnictwa w Wodę WODROL w Poznaniu, jednocześnie pisząc doktorat pod kierunkiem prof. Zbyszka Chojnickiego, który obronił w 1974 roku. W 1982 ukończył rozprawę habilitacyjną pod tytułem Modele klasyfikacji w geografii. Prezydent Lech Wałęsa wręczył mu w 1993 roku tytuł profesora nadzwyczajnego UAM, a w 2000 roku otrzymał tytuł profesora zwyczajnego.
Jerzy Parysek był jednym z inicjatorów stworzenia kierunku gospodarka przestrzenna na uniwersytecie, jak również specjalizacji na tym kierunku – rozwój i rewitalizacja miast oraz obszarów wiejskich. Jest autorem ponad 300 publikacji naukowych w języku polskim i angielskim.
Przez wiele lat śpiewał w poznańskich chórach, biorąc m.in. udział w koncercie dla Jana Pawła II w Castel Gandolfo.
31 stycznia 2025 roku odbyła się uroczystość odnowienia doktoratu.

## Odznaczenia
- Krzyż Kawalerski Orderu Odrodzenia Polski[7]